# 小莫蘭河
小莫蘭河（法語：Petit Morin，法語發音：[pəti mɔʁɛ̃]）是法國的河流，屬於馬恩河的左支流，河道全長86公里，發源自瓦勒德马赖，流經蒙米拉伊、贝洛新城、莫兰河畔圣西尔和茹阿爾，河口處在拉费泰苏茹阿尔。

## 外部連結
- http://www.geoportail.fr （页面存档备份，存于）
- The Petit Morin at the Sandre database